# Manzoni - Museo della Liberazione (estación)
Manzoni - Museo della Liberazione (en español: Manzoni - Museo de la Liberación) es una estación de la línea A del Metro de Roma. La estación se sitúa en la intersección de Manzoni con vía Emanuele Filiberto y vía San Quintin; en el distrito Esquilino.
En su entorno se encuentra el Museo de la Liberación, la Piazza Dante y el Ospedale San Giovanni.

## Historia
Manzoni fue construida como parte del primer tramo (de Ottaviano a Anagnina) de la línea A del metro, entrando en servicio el 16 de febrero de 1980.
La estación estuvo cerrada por reformas entre enero de 2006 y octubre de 2007. Debido a ello, los trenes pasaban sin detenerse. Se construyeron escaleras mecánicas, ascensores, se modernizaron los sistemas eléctricos, la seguridad y los sistemas de comunicación, se incorporó señalización para invidentes y deficientes visuales, y un nuevo sistema de información. Inicialmente el trabajo debía estar terminado en diciembre de 2007, pero el descubrimiento de importantes hallazgos arqueológicos determinaron la fecha de reapertura para el 8 de octubre de 2007. Al final de la reestructuración, también se cambió el nombre de la estación, añadiendo el sufijo Museo della Liberazione.
Las renovaciones siguen el mismo espíritu decorativo, en parte, de las estaciones Termini, Lepanto y Ottaviano.